# Henriette Mendel
Auguste Henriette Mendel (ur. 31 lipca 1833 w Darmstadt, zm. 12 listopada 1891 w Monachium) – aktorka niemiecka, kochanka i morganatyczna żona Ludwika Wilhelma, księcia Bawarii.
Urodziła się jako córka Adama Mendel i Anny Sophie Müller. W teatrze Großherzoglich Hessisches Hoftheater w Darmstadt poznała księcia Ludwika Wilhelma (1831–1920), członka bawarskiej rodziny królewskiej, syna księcia Maksymiliana i księżniczki Ludwiki Wilehlminy. Para została kochankami i miała dwoje dzieci:
- Marię von Wallersee (ur. 24 lutego 1858), hrabinę Larisch-Moennich
- Karla Emanuela von Wallersee (ur. 9 maja 1859, zm. 1 sierpnia 1859)

Kiedy Henrietta zaszła w ciążę po raz drugi, zaaranżowano małżeństwo morganatyczne. 24 lutego 1859 Ludwik Wilhelm zrzekł się prawa do tronu bawarskiego. Henrietta otrzymała tytuł baronowej Wallersee. 28 maja 1859 w Augsburgu para wzięła ślub. Henrietta zmarła 12 listopada 1891 w Monachium na raka żołądka, a wdowiec po niej rok później poślubił Barbarę Antonie Barth.